# Hibari Misora
Hibari Misora (美空ひばり Misora Hibari?, 29 de mayo de 1937 – 24 de junio de 1989) fue una cantante de estilo enka y actriz japonesa. También fue un Tesoro Nacional Viviente. A menudo es considerada una de las mejores cantantes de todos los tiempos, y fue la primera mujer en Japón en recibir el Premio de honor del pueblo (国民栄誉賞?), que le fue otorgado por sus contribuciones destacadas a la industria musical. También, Hibari Misora es una de los artistas musicales más exitosas comercialmente, y al momento de su muerte, había grabado cerca de 1.200 canciones y vendido 68 millones de discos. Póstumamente, la demanda por sus grabaciones aumentó considerablemente, y para el año 2001 llevaba vendidos más de 80 millones de discos. Su obra cúlmine  "Kawa no nagare no yōni" (川の流れのように?) a menudo es representada por varios artistas y orquestas en su homenaje, siendo las más notables las ejecutadas por Los Tres Tenores, Teresa Teng, Mariachi Vargas de Tecalitlán, y la Twelve Girls Band.

## Biografía

### Vida y carrera
Su nombre de nacimiento era Kazue Katō (加藤和枝 'Katō Kazue'?), y había nacido en Isogo-ku, Yokohama, Japón. Su padre fue Masukichi Katō (加藤増吉 Katō Masukichi?), un pescador, y su madre Kimie Katō (加藤喜美枝 Katō Kimie?), una ama de casa. Misora mostró mucho talento musical desde su juventud después de cantar para su padre en una fiesta de despedida de la Segunda Guerra Mundial en 1943. Su padre invirtió mucho dinero de los ahorros familiares para apoyar el lanzamiento de una carrera musical para su hija, y en 1945 Misora debutó en una sala de conciertos en Yokohama, a la edad de ocho años, bajo el nombre de Kazue Misora (美空和枝 'Misora Kazue'?), un nombre propuesto por su madre. Un año después apareció en una emisión de NHK, e impresionó con su canto al compositor japonés Masao Koga. Él la consideró una niña prodigio con el coraje, comprensión y la madurez emocional de un adulto. 
Durante los siguientes dos años, se transformó en una cantante dotada y las localidades para su gira de conciertos se agotaban. Comenzó a grabar en 1949 a los doce años, cuando cambió su nombre artístico a Hibari Misora (美空ひばり 'Misora Hibari'?) y participó en la película Nodojiman-kyō jidai (のど自慢狂時代?). La película le permitió alcanzar un reconocimiento a nivel nacional. Posteriormente ese año grabó su primer disco simple Kappa Boogie-Woogie (河童ブギウギ 'Kappa bugiugi'?) para Columbia Records. Se convirtió en un éxito comercial, vendiendo más de 450.000 discos. Después grabó "Kanashiki kuchibue", que figuró en una emisión de radio y fue un éxito nacional.
Como actriz, participó en cerca de 160 películas de 1949 a 1971 y ganó varios premios. Su representación en Tokyo Kiddo (1950), en la cual actuó el papel de un huérfano de la calle, la hizo un símbolo de la privación y el optimismo nacional del Japón después de la Segunda Guerra Mundial. Su tercer disco simple, "Watashi wa machi no ko", fue el tema de la película.
Como cantante, se hizo conocida por su representación de enka, una forma sentimental de música japonesa popular que surgió a comienzos del siglo XX, y fue célebre por sus representaciones en vivo y su canto que capturó el sentimiento de dolor de los que habían sufrido.
A lo largo de su carrera grabó más de 1.401 canciones, siendo "Yawara" la canción que más unidades vendió con 1,8 millones en ventas.
En 1973 Tetsuya Katō, el hermano de Misora, fue procesado por actividades relacionadas con bandas criminales. Aunque NHK no reconoció ninguna conexión, Misora fue excluida de Kouhaku uta gassen por primera vez en 18 años. Ofendida, durante muchos años rechazó cualquier oportunidad de aparecer en NHK.

### Muerte
En abril de 1987, mientras viajaba a una representación en Fukuoka, se desplomó de repente. La llevaron rápidamente al hospital, donde fue diagnosticada con  necrosis avascular, provocada por hepatitis crónica. Fue internada en un hospital en Fukouka, y finalmente mostró señales de recuperación en agosto. En octubre comenzó la grabación una nueva canción, y en abril de 1988 se presentó en un concierto en el Tokyo Dome. A pesar del mucho dolor en sus piernas cantó 39 canciones. Sin embargo, su mejoría fue pasajera ya que su hígado estaba debilitado por décadas de beber en exceso y su condición empeoró. El 24 de junio de 1989, después de ser internada en un hospital en Tokio, murió de pulmonía a la edad de 52 años. En muchas regiones de Japón se llevó luto por ella. A partir de 1989, las estaciones de televisión y radio ponen su canción  "Kawa no nagare no yōni" (川の流れのように?) el día de su cumpleaños como muestra de respeto a su recuerdo. En un sondeo nacional por NHK en 1991, la canción fue votada la mejor canción japonesa de todos los tiempos por más de 10 millones de personas

### Museos
En 1994, abrió en Arashiyama, Kioto,  el Museo de Hibari Misora. En este edificio de varios pisos se podía ver material visual y objetos que presentaba la historia de la vida y carrera de Misora, además se exponían diversas pertenencias de Misora. El museo fue visitado por más de 5 millones de visitantes hasta su cierre el 30 de noviembre de 2006, debido a que el edificio iba a ser reconstruido. Los elementos principales fueron trasladados a la sección de la era Shōwa en el Museo Edo-Tokyo hasta que se completara la reconstrucción. El nuevo Teatro de Hibari Misora abrió el 26 de abril de 2008 y allí hay disponible un CD de una canción previamente no lanzada.

## Discusiones sobre su ascendencia
La ascendencia de Hibari Misora fue motivo de disputas. Hay quienes afirman que tenía ascendencia coreana étnica y que ella y su familia tuvieron pasaportes coreanos. Otros ponen en duda estas afirmaciones y luego de analizar la ascendencia de sus padres, afirman que Misora es de antecedentes japoneses.

## Canciones notables
- Kappa Boogie Woogie (河童ブギウギ ({{{2}}}?), 1949)
- Kanashiki Kuchibue (悲しき口笛 ({{{2}}}?), 1949)
- Tokyo Kiddo (東京キッド ({{{2}}}?), 1950)
- Omatsuri Mambo (お祭りマンボ ({{{2}}}?), 1952)
- Ringo Oiwake (リンゴ追分 ({{{2}}}?), 1952)
- Minatomachi 13-banchi (港町十三番地 ({{{2}}}?), 1957)
- Yawara (柔 ({{{2}}}?), 1964)
- Kanashii Sake (悲しい酒 ({{{2}}}?), 1966)
- Makkana Taiyo (真赤な太陽 ({{{2}}}?), 1967)
- Aisansan (愛燦燦（あいさんさん ({{{2}}}?)）, 1986)
- Midaregami (みだれ髪 ({{{2}}}?), 1987)
- Kawa no nagare no yō ni (川の流れのように ({{{2}}}?), 1989)

## Filmografía

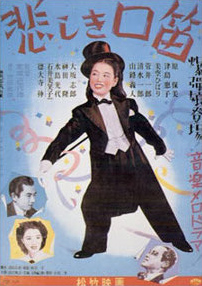
Póster japonés para Kanashiki kuchibue (1949) con Hibari Misora.

Hibari Misora apareció en 166 películas:

### 1940s
- Nodo jimankyō jidai (のど自慢狂時代)(1949)
- Shin-Tokyo ondo: bikkuri gonin otoko (新東京音頭　びっくり五人男)(1949)
- Odoru ryū kyūjō (踊る龍宮城)(1949)
- Akireta musume-tachi (あきれた娘たち)(1949)
- Kanashiki kuchibue (悲しき口笛) (1949)
- Odoroki ikka (おどろき一家)(1949)
- Home run kyō jidai (ホームラン狂時代)(1949)

### 1950s
- Hit Parade (ヒットパレード)(1950)
- Akogare no Hawaii kōro (憧れのハワイ航路)(1950)
- Hōrō no utahime (放浪の歌姫)(1950)
- Mukō sangen ryōdonari continued: 3rd Story - donguri utagassen (続・向う三軒両隣　第三話　どんぐり歌合戦)(1950)
- Enoken no sokonuke daihōsō (エノケンの底抜け大放送)(1950)
- Mukō sangen ryōdonari continued: 4th Story - koi no mikeneko (続・向う三軒両隣　第四話　恋の三毛猫)(1950)
- Aozora tenshi (青空天使)(1950)
- Tokyo Kid (東京キッド)(1950)
- Sakon torimonochō: senketsu no tegata (左近捕物帖　鮮血の手型)(1950)
- Ōgon Batto: Matenrō no kaijin (黄金バット　摩天楼の怪人)(1950)
- Tonbo kaeri dōchū (とんぼ返り道中)(1950)
- Watashi wa josei no. 1 (1950) - como sí misma, la película corta[20]
- Chichi koishi (父恋し)(1951)
- Uta matsuri: Hibari shichi henge (唄祭り　ひばり七変化)(1951)
- Naki nureta ningyō (泣きぬれた人形)(1951)
- Anba tengu: Kakubējishi (鞍馬天狗　角兵衛獅子)(1951)
- Haha wo shitaite (母を慕いて)(1951)
- Hibari no komoriuta (ひばりの子守唄)(1951)
- Anba tengu: Anba no himatsuri (鞍馬天狗　鞍馬の火祭)(1951)
- Ano oka koete (あの丘越えて)(1951)
- Yōki-na wataridori (陽気な渡り鳥)(1952)
- Anba tengu: Tengu kaijō (鞍馬天狗　天狗廻状)(1952)
- Tsukigata Hanpeita (月形半平太)(1952)
- Hibari no Circus: kanashiki kobato (ひばりのサーカス　悲しき小鳩)(1952)
- Ushiwakamaru (牛若丸)(1952)
- Futari no hitomi (二人の瞳)(1952)
- Ringo-en no shōjo (リンゴ園の少女)(1952)
- Hibari-hime hatsuyume dōchū (ひばり姫初夢道中)(1952)
- Mita katakure! (三太頑れっ！)(1953)
- Hibari no utau tamatebako (ひばりの歌う玉手箱)(1953)
- Shimai (姉妹)(1953)
- Hibari no yōki-na tenshi (ひばりの陽気な天使)(1953)
- Hibari torimonochō: Utamatsuri happyaku yachō (ひばり捕物帳　唄祭り八百八町)(1953)
- Hibari no kanashiki hitomi (ひばりの悲しき瞳)(1953)
- Yama wo mamoru kyōdai (山を守る兄弟) (1953)
- Ojōsan shachō (お嬢さん社長)(1953)
- Misora Hibari no haru ha uta kara (美空ひばりの春は唄から)(1954)
- Hiyodori sōshi (ひよどり草紙)(1954)
- The Dancing Girl of Izu (伊豆の踊子, Izu no odoriko)(1954), una adaptación en película de la historia de Yasunari Kawabata, The Dancing Girl of Izu
- Uta shigura oshidori wakashū (唄しぐれ　おしどり若衆)(1954)
- Seishun romance seat: Aozora ni owasu (青春ロマンスシート　青空に坐す)(1954)
- Bikkuri gojūsantsugi (びっくり五十三次)(1954)
- Yaoya Oshichi furisode tsukiyo (八百屋お七　ふり袖月夜)(1954)
- Wakaki hi wa kanashi (若き日は悲し)(1954)
- Uta goyomi Onatsu Seijūrō (歌ごよみ　お夏清十郎)(1954)
- Shichihenge tanuki goten (七変化狸御殿)(1954)
- 大江戸千両囃子 (1955)
- 娘船頭さん (1955)
- 青春航路　海の若人 (1955)
- 歌まつり満月狸合戦 (1955)
- ふり袖侠艶録 (1955)
- たけくらべ (1955)
- ジャンケン娘 (1955)
- ふり袖小天狗 (1955)
- 笛吹若武者 (1955)
- 唄祭り　江戸っ子金さん捕物帖 (1955)
- (力道山物語　怒濤の男 Rikidōzan monogatari dotō no otoko) (1955)
- 旗本退屈男　謎の決闘状 (1955)
- 歌え！青春　はりきり娘 (1955)

- Romantic Daughters (ロマンス娘 Romansu musume?) (1956)
- On Wings of Love (大当り三色娘 Ōatari sanshoku musume?) (1957)

### Canciones en películas
Sus canciones también figuraron en cinco películas japonesas:
- 七変化狸御殿(1954)
- ジャンケン娘 (1955)
- 天竜母恋い笠 (1960)
- 魚河岸の女石松 (1961)
- 花と龍　青雲篇　愛憎篇　怒濤篇 (1973)